# Baliguian
Baliguian est une municipalité phlippine de la province de Zamboanga du Nord, dans l'ouest de l'île de Mindanao. Au recensement de 2015, elle comptait 22 588 habitants.

## Barangays
La  municipalité est divisée en 17 barangays.
- Alegria
- Diangas
- Diculom
- Guimotan
- Kauswagan
- Kilalaban
- Linay
- Lumay
- Malinao
- Mamad
- Mamawan
- Milidan
- Nonoyan
- Poblacion
- San Jose
- Tamao
- Tan-awan